# Frida
Frida (bra/prt: Frida) é um filme canado-méxico-estadunidensede 2002, do gênero drama romântico-histórico-biográfico, realizado por Julie Taymor, com roteiro de Clancy Sigal, Diane Lake, Gregory Nava e Anna Thomas baseado no livro Frida: A Biography of Frida Kahlo, de Hayden Herrera, por sua vez inspirado na vida da pintora mexicana Frida Kahlo.
O filme recebeu críticas geralmente positivas dos críticos e ganhou dois Oscars de Melhor Maquiagem e Melhor Trilha Sonora Original, entre seis indicações.

## Sinopse
O filme mostra a vida de Kahlo desde a sua adolescência até a morte. Frida Kahlo foi um dos principais nomes da história artística do México. Conceituada e aclamada como pintora, ela teve também um casamento aberto com Diego Rivera, seu companheiro também nas artes, e ainda um controverso caso com o político Leon Trótski e com várias outras mulheres. É uma obra cinematográfica realista, apresentando que artistas famosos também necessitam do trabalho para sobreviver e enfrentar as consequências de se venderem aos grandes compradores.

## Elenco
- Salma Hayek como Frida Kahlo
- Alfred Molina como Diego Rivera
- Geoffrey Rush como Leon Trótski
- Ashley Judd como Tina Modotti
- Antonio Banderas como David Alfaro Siqueiros
- Edward Norton como Nelson Rockfeller
- Valeria Golino como Lupe Marín
- Diego Luna como Alejandro Gonzalez Arias
- Mía Maestro como Cristina Kahlo
- Roger Rees como Guillermo Kahlo
- Patricia Reyes Spíndola como Matilde Kahlo
- Saffron Burrows como Gracie
- Margarita Sanz como Natália Sedova
- Karine Plantadit-Bageot como Josephine Baker
- Omar Rodriguez como André Breton
- Felipe Fulop como Jean Van Heijenoort
- Jorge Valdés Garcia como Médico

## Prêmios e indicações
| Oscar 2003         | Melhor maquiagem                  | Judy Chin, Beatrice De Alba, John Jackson, Regina Reyes | Venceu   |
| Oscar 2003         | Melhor trilha sonora              | Elliot Goldenthal                                       | Venceu   |
| Oscar 2003         | melhor atriz                      | Salma Hayek                                             | Indicado |
| Oscar 2003         | Melhor direção de arte            | Felipe Fernández del Paso                               | Indicado |
| Oscar 2003         | Melhor figurino                   | Julie Weiss                                             | Indicado |
| Oscar 2003         | Melhor canção original            | Elliot Goldenthal, Julie Taymor ("Burn It Blue")        | Indicado |
| Globo de Ouro 2003 | Melhor trilha sonora              | Elliot Goldenthal                                       | Venceu   |
| Globo de Ouro 2003 | Melhor atriz - drama              | Salma Hayek                                             | Indicado |
| BAFTA 2003         | Melhor maquiagem e caracterização | Judy Chin, Beatrice De Alba, John Jackson, Regina Reyes | Venceu   |
| BAFTA 2003         | Melhor atriz                      | Salma Hayek                                             | Indicado |
| BAFTA 2003         | Melhor figurino                   | Julie Weiss                                             | Indicado |
| BAFTA 2003         | Melhor ator coadjuvante           | Alfred Molina                                           | Indicado |